# Новий Двур (Зомбковицький повіт)
Новий Двур (пол. Nowy Dwór) — село в Польщі, у гміні Зембіце Зомбковицького повіту Нижньосілезького воєводства. Населення — 208 осіб (2011).
У 1975—1998 роках село належало до Валбжиського воєводства.

## Демографія
Демографічна структура станом на 31 березня 2011 року:
|          | Загалом | Допрацездатний вік | Працездатний вік | Постпрацездатний вік |
| -------- | ------- | ------------------ | ---------------- | -------------------- |
| Чоловіки | 105     | 21                 | 78               | 6                    |
| Жінки    | 103     | 22                 | 59               | 22                   |
| Разом    | 208     | 43                 | 137              | 28                   |